# Juan de Chaves Mendoza y Alvarado
Juan de Chaves y Mendoza (Trujillo, c.1570 - Madrid, 11 de junio de 1640), conde de la Calzada, fue un letrado y consejero castellano del siglo XVII, que ostentó la presidencia del consejo de Órdenes y de Castilla.

## Biografía
Hijo de Alonso de Mendoza y Chaves, poseedor del mayorazgo de la Calzada, y de Isabel de Alvarado. Se casó con María Paulina Pacheco y Chaves. Tras la muerte sin sucesión de su hermano mayor, don Martín de Chaves, caballero de la orden de Alcántara, fundó junto a su mujer un nuevo mayorazgo de los títulos de conde de la Calzada y de Santa Cruz de la Sierra, en su hijo don Baltasar de Chaves y Mendoza, I vizconde de la Calzada.
Juan de Chaves estudió en el colegio mayor de Oviedo en Salamanca.  Fue alcalde de los hijosdalgo de la chancillería de Granada y oidor de la misma, alcalde de casa y corte, y miembro de los consejos de Cruzada y de Castilla. En 1622 fue nombrado caballero de la orden de Santiago. En diciembre de 1630 tomó posesión como gobernador del consejo de Órdenes, cargo que ostentó hasta octubre de 1638 en que fue reemplazado por Íñigo Vélez de Guevara. En 1640 ejerció como presidente interino del consejo de Castilla, tras la muerte del arzobispo Fernando de Valdés y Llano.